# Paul Bircher
Ernest Augustus Paul Bircher (11. december 1928 - 6. oktober 2019) var en engelsk roer.
Bircher var en del af den britiske otter, der vandt en sølvmedalje ved OL 1948 på hjemmebane i London. Briterne sikrede sig sølvmedaljen efter en finale, hvor de kun blev besejret af USA. Norge sikrede sig bronzemedaljerne. Besætningen i Storbritanniens båd blev desuden udgjort af Christopher Barton, Michael Lapage, Guy Richardson, Paul Massey, Brian Lloyd, John Meyrick, Alfred Mellows og styrmand Jack Dearlove.
Bircher var, ligesom de øvrige roere i briternes 1948-otter, studerende ved University of Cambridge. I 1948 var han med i båden der besejrede Oxford University i det traditionelle Boat Race på Themsen.

## OL-medaljer
- 1948:  Sølv i otter